# Юю
Юю (*XIII ст. до н. е.) — давньоєгипетський діяч XIX династії, верховний жрець Осіріса в Абідосі за володарювання фараонів Рамсеса II та Мернептаха.

## Життєпис
Походив зі жрецької династії Хата. Молодший син Уененнефера, верховного жерця Осіріса, та Тій-Нефертарі. Розпочав кар'єру за правління Рамсеса II на посаді пророка (жерця) Ісіди. Пройшов щаблі від Третього до Першого пророка Осіріса. Останню отримав за час займання посади верховного жерця Осіріса його братом Горі I.
Після смерті Горі I наприкінці володарювання Рамсеса II стає новим верховним жерцем Осіріса. також обіймав посади голови палацу Володаря Заходу (ймовірна сановника, що відповідав за області в Передній Азії) та хесек-жерця Володаря Абідосу (намісника міста). Отрмиання значних цивільних посад свідчить про набутя ваги на півночі Верхнього Єгипту.
Виявлено велику гранітну статую Юю, що тепер зберігається в Луврі (Франція). Помер за правління фараона Мернептаха. Йому спадкував на посаді старший син Сіесе.